# Tactical Ops: Assault on Terror
Tactical Ops: Assault on Terror је онлајн вишеиграчка видео-игра коју је произвео Камехан студио. Ова игра је пуцачина у првом лицу и веома је слична игри Counter-Strike. Последња верзија ове игре је 3.5.0.
2004. године, љубитељи ове игре добили су дозволу да сами направе закрпу (енгл. Patch). Верзија 3.5.0. је направљена 16. марта 2007. године. Према ЦСпорт.нет, Tactical Ops: Assault on Terror је једна од 20 најигранијих игара на Интернету.

## Игра
На почетку игре имате два избора. Да вежбате или да играте онлајн. Уколико сте новији играч препоручљиво је да пров увежбате. Када кликнете на вежбање пред вама се појави неколико десетина ТО мапа односно мапа Тактичких Операција, и ви можете да бирате. Када изаберете мапу бирате тим. Да ли ћете бити терористи или члан специјалних снага је на вама. 
Циљеви терориста су следећи (зависи од тога на којој мапи играте):
- Очувати таоце од ослобађања
- Побити све чланове специјалних слага
- Побећи кроз један од пролаза

Циљеви специјалних снага су следећи (зависи од тога на којој мапи играте):
- Ослободити таоце
- Побити све терористе
- Спречити чланове терористичког тима да побегну

Ако побијете све чланове непријатељског тима или обавите неки други од задатих циљева победили сте рунду. Рунда траје све док време рунде не истекне или док сви чланови једног тима не буду убијени. Игра траје све док време не истекне, а победник се одлучује према броју победа (које можете проверити притиском на дугме Ф1 у горњем левом делу ваше тастатуре). На крају сваке рунде рачуна се скор (број метака којим сте погодили непријатеља) и по томе се одлучује ко је најбољи у тиму. Притиском на дугме Ф2 гледају се рекорди у скору.
Уколико идете да играте на интернет, можете приметити да су играчи из свих делова света (има пуно Немаца, Американаца, Енглеза, Пољака, Чеха и др.). Такође можете приметити да су већина играча подељени у кланове. Име клана се налази испред имена играча и може бити у загради, под звездицама и др. У игри такође можете бирати униформу.

## Начини играња
На интернету или док вежбате ако сте надоградили свој Тактички Опс можете бирати између неколико начина играња:
- Класична игра

Класична игра је играње по правилима. Кад умрете морате чекати до следеће рунде да поново оживите.
- Монструмска игра

Монструмска игра је играње против монструма уместо међу тимовима.
- Игра застава

Циљ овог начина играња је узети заставу и донети је у базу свог тима. Кад умрете аутоматски поново оживљавате.
- Игра до краја рунде

У овој игри кад умрете поново се појављујете и нема чекања до следеће рунде.

## Везе
- Клан Племенити Играчи

## Сајтови
- Званични сајт игре Tactical Ops
- Званични форум игре Tactical Ops
- САТО (Серверскоадминистрациони алат Tactical Ops)
- Прочитајте више о наследнику Tactical Ops: Crossfire
- Званични форум Tactical Ops: Crossfire